# Super Bowl XXXV
Super Bowl XXXV var den 35. udgave af Super Bowl, finalen i den amerikanske football-liga NFL. Kampen blev spillet 28. januar 2001 på Raymond James Stadium i Tampa og stod mellem Baltimore Ravens og New York Giants. Ravens vandt 34-7, og sikrede sig dermed klubbens første Super Bowl-titel.
Kampens MVP (mest værdifulde spiller) blev Ravens linebacker Ray Lewis.
| NFL | Spire Denne artikel om NFL er en spire som bør udbygges. Du er velkommen til at hjælpe Wikipedia ved at udvide den. |